# Campeonato Nacional da 1.ª Divisão de 2019-20
A Época do Campeonato Nacional da 1.ª Divisão de 2019-20 será a sétima edição da competição de terceiro escalão no basquetebol de Portugal a ser disputada por 28 equipas divididas em 14 na Zona Norte e 14 na Zona Sul.

## Formato
Participam da competição as equipas que ficarem entre os 18 clubes (9 por zona) classificados entre os 2º e 10º lugares em cada zona na época anterior da 1ª divisão, 2 equipas rebaixadas da Proliga na época anterior e por fim quatro clubes promovidos da 2ª divisão. Disputam duas fases sendo a primeira fase zonal (compreendendo Norte e Sul, com as equipes de Açores jogando no Sul), segunda fase com playoffs confrontando dentro da mesma zona os 8 melhores (1ºx8º, 2ºx7º, 3ªx6º e 4ºx5º) em melhor de três, após isso as quartas de finais, meia finais, culminando com a final entre o campeão do Norte e o campeão do Sul.

## Primeira fase

### Zona Sul
| #  | Equipa                | Pts | J  | V  | D  | PM   | PS   | Dif  | Classificação |
| 1  | Queluz / Consilcar    | 39  | 20 | 19 | 1  | 1439 | 1020 | 419  | Playoffs      |
| 2  | CBQUELUZ              | 34  | 19 | 15 | 4  | 1302 | 1040 | 262  | Playoffs      |
| 3  | Física Torres Vedras  | 34  | 20 | 14 | 6  | 1329 | 1271 | 58   | Playoffs      |
| 4  | CBC/CoraçãodoRibatejo | 32  | 19 | 13 | 6  | 1253 | 1139 | 114  | Playoffs      |
| 5  | Algés                 | 32  | 20 | 12 | 8  | 1318 | 1305 | 13   | Playoffs      |
| 6  | BAC                   | 31  | 20 | 11 | 9  | 1331 | 1318 | 13   | Playoffs      |
| 7  | A.C.Moscavide         | 30  | 20 | 10 | 10 | 1223 | 1222 | 1    | Playoffs      |
| 8  | Salesianos de Lisboa  | 27  | 20 | 7  | 13 | 1262 | 1422 | -160 | Playoffs      |
| 9  | Portimonense          | 26  | 19 | 7  | 12 | 1186 | 1287 | -101 | Playouts      |
| 10 | Estoril B.C.          | 26  | 20 | 6  | 14 | 1068 | 1167 | -99  | Playouts      |
| 11 | MBA / MONTISISTEMAS   | 25  | 19 | 6  | 13 | 1026 | 1099 | -73  | Playouts      |
| 12 | União Sportiva        | 25  | 19 | 6  | 13 | 1211 | 1344 | -133 | Playouts      |
| 13 | Odisseia Basket       | 25  | 20 | 5  | 15 | 1342 | 1454 | -112 | Playouts      |
| 14 | SCS/TASCA CHICO CANA  | 24  | 19 | 5  | 14 | 1064 | 1266 | -202 | Playouts      |

## Playoffs

#### Quartas de final
| Time 1 | Série | Time 2 | 1º Jogo | 2º Jogo | 3º Jogo |
| ------ | ----- | ------ | ------- | ------- | ------- |
|        | -     |        |         |         |         |
|        | -     |        |         |         |         |
|        | -     |        |         |         |         |
|        | -     |        |         |         |         |

#### Semifinal
| Time 1 | Série | Time 2 | 1º Jogo | 2º Jogo | 3º Jogo |
| ------ | ----- | ------ | ------- | ------- | ------- |
|        | -     |        |         |         |         |
|        | -     |        |         |         |         |

#### Final
| Time 1 | Série | Time 2 | 1º Jogo | 2º Jogo | 3º Jogo |
| ------ | ----- | ------ | ------- | ------- | ------- |
|        | -     |        |         |         |         |

### Zona Norte
| #  | Equipa                 | Pts | J  | V  | D  | PM   | PS    | Dif  | Classificação |
| 1  | Sangalhos D.C.         | 35  | 19 | 16 | 3  | 1468 | 1.177 | 291  | Playoffs      |
| 2  | S.C. Vasco da Gama     | 35  | 20 | 15 | 5  | 1515 | 1309  | 206  | Playoffs      |
| 3  | A.D. Galomar           | 34  | 19 | 15 | 4  | 1497 | 1225  | 272  | Playoffs      |
| 4  | Académico FC           | 33  | 19 | 14 | 5  | 1324 | 1163  | 161  | Playoffs      |
| 5  | Olivais Coimbra        | 32  | 20 | 12 | 8  | 1450 | 1429  | 21   | Playoffs      |
| 6  | Ovarense B             | 31  | 20 | 11 | 9  | 1419 | 1488  | -69  | Playoffs      |
| 7  | ACR Vale de Cambra     | 31  | 20 | 11 | 9  | 1261 | 1256  | 5    | Playoffs      |
| 8  | Guifões S.C.           | 30  | 20 | 10 | 10 | 1298 | 1289  | 9    | Playoffs      |
| 9  | GDB Leça / CARGOLÂNDIA | 28  | 20 | 8  | 12 | 1364 | 1395  | -31  | Playouts      |
| 10 | Famalicense AC         | 26  | 19 | 7  | 12 | 1225 | 1344  | -119 | Playouts      |
| 11 | Beira Mar/AAUav        | 26  | 19 | 7  | 12 | 1160 | 1196  | -36  | Playouts      |
| 12 | Galitos/CL Dr SEMBLANO | 25  | 18 | 7  | 11 | 1077 | 1166  | -89  | Playouts      |
| 13 | Club 5Basket / SVSilva | 21  | 19 | 2  | 17 | 1203 | 1.423 | -220 | Playouts      |
| 14 | AD Vagos               | 21  | 20 | 1  | 19 | 1178 | 1579  | -401 | Playouts      |

## Playoffs

#### Quartas de final
| Time 1 | Série | Time 2 | 1º Jogo | 2º Jogo | 3º Jogo |
| ------ | ----- | ------ | ------- | ------- | ------- |
|        | -     |        |         |         |         |
|        | -     |        |         |         |         |
|        | -     |        |         |         |         |
|        | -     |        |         |         |         |

#### Semifinal
| Time 1 | Série | Time 2 | 1º Jogo | 2º Jogo | 3º Jogo |
| ------ | ----- | ------ | ------- | ------- | ------- |
|        | -     |        |         |         |         |
|        | -     |        |         |         |         |

#### Final
| Time 1 | Série | Time 2 | 1º Jogo | 2º Jogo | 3º Jogo |
| ------ | ----- | ------ | ------- | ------- | ------- |
|        | -     |        |         |         |         |

### Playouts
| Playouts Sul   | Playouts Sul | Playouts Sul | Playouts Sul | Playouts Sul | Playouts Sul |
| Time 1         | Série        | Time 2       | 1º Jogo      | 2º Jogo      | 3º Jogo      |
| -------------- | ------------ | ------------ | ------------ | ------------ | ------------ |
|                | -            |              |              |              |              |
|                | -            |              |              |              |              |
|                | -            |              |              |              |              |
| Playouts Norte |              |              |              |              |              |
|                | -            |              |              |              |              |
|                | -            |              |              |              |              |
|                | -            |              |              |              |              |
| Repescagem     |              |              |              |              |              |
|                | -            |              |              |              |              |

## Final da competição
| Campeão Zona Norte | Resultado | Campeão Zona Sul |
| ------------------ | --------- | ---------------- |
|                    | -         |                  |